# 維吉尼亞州第一步兵團
維吉尼亞州第一步兵團（英語：1st Virginia Infantry Regiment）成立於1861年5月，由9個來自里奇蒙的民兵組成。內戰時該兵團之將軍是頗為成功的小路易斯·波威爾·威廉斯，其後於1863年7月3日在蓋茨堡戰役中陣亡。

## 指揮
至蓋茨堡一役前，受詹姆斯·勞森·肯柏指揮的一個軍旅中就包括：
- 維吉尼亞州第一步兵團
- 維吉尼亞州第三步兵團
- 維吉尼亞州第七步兵團
- 維吉尼亞州第十一步兵團
- 維吉尼亞州第二十四步兵團

## 戰場生涯
維吉尼亞州第一步兵團於美國內戰期間參與了不少重大戰役如第一次馬納沙斯之役，威廉斯堡之役，七松坡之役，第二次馬納沙斯之役，弗雷德里克斯堡之役、蓋茨堡戰役、北安娜之役、冷港之役、彼得斯堡圍城戰和阿波馬托克斯郡府之役等。